# Limnophora divergens
Limnophora divergens este o specie de muște din genul Limnophora, familia Muscidae, descrisă de Malloch în anul 1925. Conform Catalogue of Life specia Limnophora divergens nu are subspecii cunoscute.